# Boeng Prolit
Boeng Prolit es una comuna (khum) del distrito de Prampi Makara, en la provincia de Nom Pen, Camboya. En marzo de 2008 tenía una población estimada de 10 169 habitantes.
Se encuentra ubicada junto a los ríos Mekong y Bassac, al sur del lago Sap (Tonlé Sap).